# بعد از تاریکی (فیلم ۱۹۱۵ میلادی)
بعد از تاریکی (انگلیسی: After Dark) یک فیلم است که در سال ۱۹۱۵ منتشر شد.